# Vjačeslav Džavanjan
Vjačeslav Jur'evič Džavanjan (in russo Вячеслав Юрьевич Джаванян?; Groznyj, 5 aprile 1969) è un ex ciclista su strada sovietico, poi russo.

## Palmarès

### Strada
- 1991 (Dilettanti, due vittorie)

Trophée Mavic
Duo Normand (con Andrej Teterjuk)
- 1993 (Dilettanti, una vittoria)

1ª tappa Giro delle Regioni (Veroli > Civita Castellana)
- 1994 (Dilettanti, sei vittorie)

4ª tappa Grande Prémio Lacticoop
2ª tappa Vuelta Ciclista del Uruguay
4ª tappa Vuelta Ciclista del Uruguay
6ª tappa Vuelta Ciclista del Uruguay
10ª tappa Vuelta Ciclista del Uruguay
Classifica generale Vuelta Ciclista del Uruguay
- 1995 (Sputnik-Soi, quattro vittorie)

3ª tappa Grande Prémio do Minho
3ª tappa Quatre Jours de l'Aisne
Classifica generale Quatre Jours de l'Aisne
4ª tappa Bayern Rundfahrt
- 1996 (Roslotto-ZG Mobili, tre vittorie)

3ª tappa Tour de Pologne (Lubniewice > Polkowice)
4ª tappa Tour de Pologne (Legnica > Karpacz)
Classifica generale Tour de Pologne
- 1997 (Roslotto-ZG Mobili, tre vittorie)

1ª tappa Regio-Tour (Guebwiller > Guebwiller)
2ª tappa Regio-Tour (Müllheim > Müllheim)
Classifica generale Regio-Tour

#### Altri successi
- 1989 (Dilettanti)

Critérium du Printemps à Fourchambault
- 1993 (Dilettanti)

Classifica a punti Giro delle Regioni
- 1996 (Roslotto-ZG Mobili)

Classifica a punti Tour de Pologne

## Piazzamenti

### Grandi Giri
- Giro d'Italia

1996: 69º
1997: 80º
- Tour de France

1997: ritirato (16ª tappa)
1998: 81º
- Vuelta a España

1992: 114º

### Classiche monumento
- Milano-Sanremo

1997: 62º
- Giro delle Fiandre

1996: 99º
- Parigi-Roubaix

1996: 47º
1997: 60º
1998: 48º
- Liegi-Bastogne-Liegi

1997: 39º

### Competizioni mondiali
- Campionati del mondo

Stoccarda 1991 - In linea Dilettanti: 4º
Palermo 1994 - In linea Dilettanti: 53º
Lugano 1996 - In linea Elite: 35º
San Sebastián 1997 - In linea Elite: ritirato
Valkenburg 1998 - In linea Elite: ritirato